# PowerPC 600
Als PowerPC 600 oder PPC600 (auch als Serie: 60x oder 6xx) wird die 600er-Serie bzw. die ersten beiden Generationen der PowerPC-Prozessoren bezeichnet, die aus der Allianz zwischen Apple Computer, IBM und Motorola hervorgegangen sind. Als erster Mikroprozessor der gemeinsamen Anstrengungen ging der im Werk in Somerset in Austin, Texas, entworfene PowerPC 601 hervor, der ab 1993 verfügbar war. Die verbesserten PowerPC 603/604 kamen 1994 und gelten als zweite PowerPC-Generation. Waren beide noch ein 32-Bit-RISC-Design, so war die PowerPC-Befehlssatzarchitektur von Beginn an als 64-Bit-Architektur ausgelegt. Der PowerPC 620 von 1995 war der erste 64-Bit-PowerPC-Prozessor.

## Geschichte
IBM entwickelte aus dem IBM 801 aus den 1980er Jahren über den Zwischenschritt IBM RT schließlich die IBM-POWER-Prozessoren, die ab Anfang der 1990er Jahre in den IBM-RS/6000-Systemen genutzt wurden. Indes suchte Motorola einen Ersatz für die 68000-Reihe („m68k“) und entwickelte daher Ende der 1980er Jahre die 88000-Familie („m88k“) für Desktop-Computer. Viele Unternehmen warteten auf die 88000er von Motorola, darunter auch Apple.
1991 fand sich schließlich Apple Computer, IBM und Motorola in einer Allianz zusammen (AIM-Allianz), da jedes der Unternehmen etwas hatte, was der andere brauchte: IBM hatte mit dem POWER1-Prozessor einen superskalaren RISC-Prozessor für Großrechner und Server, wollte aber auch günstigere Varianten für Desktop-Computer und Workstations. Motorola hatte mit dem 88k-Design zwar grundsätzlich einen Desktop-Prozessor, dem aber die Leistung fehlte. Und Apple suchte einen Nachfolger für die 68k-Prozessoren für die Macintosh-Computer.

## PowerPC 601
Der erste PowerPC-Prototyp des PowerPC 601 wurde am 1. Oktober 1992 der Öffentlichkeit vorgestellt. Während der 60x-Bus direkt von Motorolas 88110-Bus-Architektur abgeleitet wurde, basiert der Kern auf IBMs älterem RSC-Design (für RISC Single Chip), das ursprünglich als Brücke zwischen POWER und PowerPC dienen sollte. Dadurch unterstützt der PowerPC 601 einen Misch-Befehlssatz aus POWER- und PowerPC-Befehlen, die es Programmieren erleichtern sollten, von der älteren POWER-Befehlssatzarchitektur (englisch Instruchtion Set Architecture, kurz ISA) auf die neuere PowerPC ISA zu migrieren.

## Übersicht der Prozessoren der Reihe
- IBM/Motorola PowerPC 601
- IBM/Motorola PowerPC 603
- IBM/Motorola PowerPC 604
- IBM/Motorola PowerPC 620